# Дурсун, Ахмет (историк)
Ахмет Халук Дурсун (1957, Хереке, Коджаэли − 19 августа 2019, Эрджиш, Ван) — турецкий историк и культуролог, был директором нескольких музеев, занимал должность заместителя министра культуры и спорта.

## Биография
Родился в 1957 году в селении Хереке. Окончил галатасарайский лицей, затем Стамбульский университет.
Обучение продолжил в университете Мармара. Там получил степень магистра и докторат. После этого преподавал там же. Написал ряд трудов об истории, архитектуре, культуре и искусстве Стамбула. В 2006-12 годах занимал должность президента музея Айя-София, в 2009-11 годах был директором того же музея. В 2012-14 годах — директором музея Топкапы. В мае 2017 года вошёл в состав комитета по этике среди чиновников при офисе премьер-министра.
Также принимал участие в ряде общественно значимых мероприятий, в частности был консультантом при подготовке проекта «Миниатюрк».
21 июля 2018 года был назначен заместителем министра культуры и туризма.
19 августа 2019 года погиб в результате ДТП. Церемония прощания с усопшим прошла в мечети Султанахмет.
Лауреат ряда премий.